# Carrer de la Mora (Aiguafreda)
El carrer de la Móra és un carrer del municipi d'Aiguafreda (Osona) que forma part de l'Inventari del Patrimoni Arquitectònic de Catalunya. Es tracta d'un dels primers carrers que es van construir a Aiguafreda.

## Descripció
Té la seva entrada per la plaça Major. El formen cases entre mitgeres, de planta baixa i un o dos pisos, seguint totes una tipologia similar. En aquest carrer està ubicada la casa més antiga del nucli urbà, al núm. 3. Té un portal dovellat amb un escut que la data el 1566 i el nom del propietari: Sr. Bigues. En la casa del costat es conserva una antiga finestra encapçalada per un arc conopial molt senzill.